# Костылезабивщик

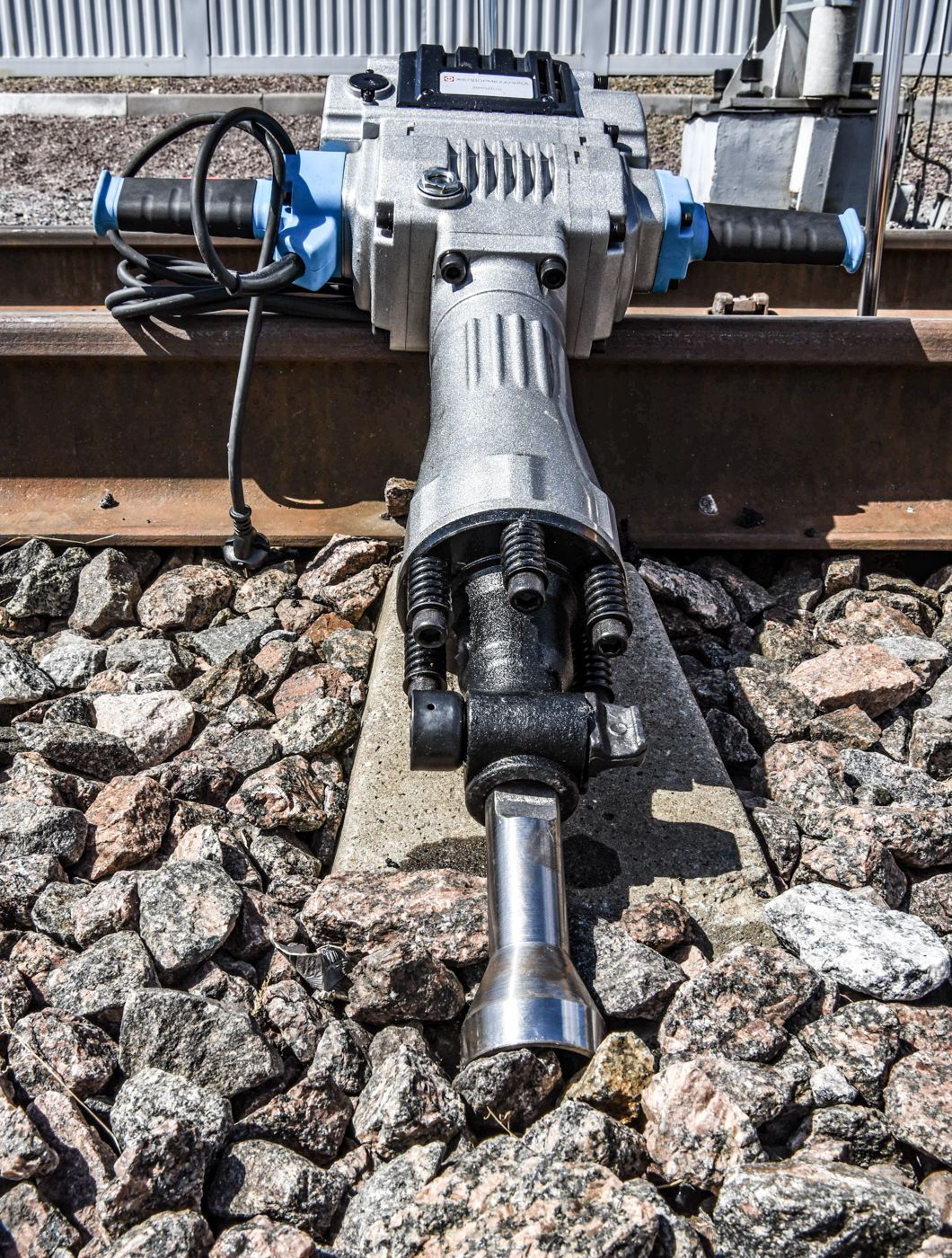
Электрический путевой костылезабивщик ЭКЗ-1 используется для забивки железнодорожных костылей в деревянные шпалы и стрелочные брусья.

Костылезабивщик — путевой инструмент для забивки костылей в деревянные шпалы и брусья рельсо-шпальной решётки железнодорожного пути. Применяется на железнодорожном транспорте при сборке звеньев путевой решётки, а также при строительстве, ремонте и текущем содержании пути.

## История
Для смены негодных рельсов, шпал, брусьев, перешивки пути использовались ручные путевые инструменты (костыльные молотки и другие), которые с начала 1950-х годов стали заменяться электропневматическими костылезабивщиками.

## Принцип работы
Принцип действия костылезабивщика основан на преобразовании кинетической энергии вращательного движения вала электродвигателя в энергию удара поршня-бойка по забойнику инструмента. Костылезабивщик приводится в действие включением электродвигателя с последующим нажатием рабочим наконечником на забиваемый костыль. При работе электродвигателя вращение через редуктор передаётся кривошипно-шатунному механизму, который обеспечивает возвратно-поступательное движение подвижного цилиндра, создающего разрежение. Находящийся под ним боёк, который одновременно выполняет функции свободного поршня, золотника и ударной головки, поднимается в корпусе и, падая, ударяет по хвостовику забойника.

## Технические параметры
- за одну минуту боёк совершает 1100 ударов, что обеспечивает забивку костыля в сосновую шпалу за 5 секунд
- мощность электродвигателя — 0,6—0,75 кВт
- масса — 24 килограмма